# Џабалпур
Џабалпур је град у Индији у држави Мадја Прадеш. Према незваничним резултатима пописа 2011. у граду је живело 1.054.336 становника.

## Историја
У време британске управе у Индији,  Џабалпур је био важна војна база британске војске. Током Индијског устанка 1857, 52. пук домородачке пешадије (сепоја) Бенгалске армије, стациониран у граду, побунио се против британске власти 18. септембра 1857.

## Демографија
По попису становништва из 2001. године град је имао 933.747 становника.  По последњем попису из 2011. град је имао 1.081.677 становника, од чега 51,7 % мушкараца, 12,7 % неписмених и 40 % запослених.
| 1991.   | 2001.   | 2011.     |
| ------- | ------- | --------- |
| 764.586 | 932.484 | 1.054.336 |